# Stoppelsberg bei Weichersbach und Haag-Stiftes bei Oberzell
Stoppelsberg bei Weichersbach und Haag-Stiftes bei Oberzell este o arie protejată (arie specială de conservare — SAC, sit de importanță comunitară — SCI) din Germania întinsă pe o suprafață de 440,24 ha, integral pe uscat.

## Localizare
Centrul sitului Stoppelsberg bei Weichersbach und Haag-Stiftes bei Oberzell este situat la coordonatele 50°18′56″N 9°42′03″E / 50.3156°N 9.7008°E.

## Înființare
Situl Stoppelsberg bei Weichersbach und Haag-Stiftes bei Oberzell a fost declarat sit de importanță comunitară în aprilie 1999 pentru a proteja 9 specii de animale. Situl a fost protejat și ca arie specială de conservare în martie 2008.

## Biodiversitate
Situată în ecoregiunea continentală, aria protejată conține 5 habitate naturale: Fânețe de joasă altitudine (Alopecurus pratensis, Sanguisorba officinalis), Păduri de fag Luzulo-Fagetum, Păduri de fag Asperulo-Fagetum, Păduri de stejar și carpen Galio-Carpinetum, Păduri pe pante, grohotișuri și ravene de Tilio-Acerion.
La baza desemnării sitului se află mai multe specii protejate de  păsări (9): uliu porumbar (Accipiter gentilis gentilis), uliu păsărar (Accipiter nisus nisus), porumbel de scorbură (Columba oenas), cuc (Cuculus canorus), ciocănitoare pestriță mică (Dendrocopos minor), sfrâncioc roșiatic (Lanius collurio), gaia roșie (Milvus milvus), muscar sur (Muscicapa striata), ciocănitoare verzuie (Picus canus).
Pe lângă speciile protejate, pe teritoriul sitului au mai fost identificate 10 specii de plante, 2 specii de păsări, 3 specii de nevertebrate, 2 specii de reptile.